# Белгијски устав (1831)
Белгијски устав усвојен је 7. фебруара 1831. године. Њиме је Белгија проглашена парламентарном монархијом која примењује принципе министарске одговорности за владину политику и поделу власти на законодавну, извршну и судску. Од 1970. године, кроз узастопне државне реформе, Белгија је постепено еволуирала у федералну државу.
По овом уставу је рађен Сретењски устав који је био први устав савремене српске државе. 

## Историја
Последња радикална промена устава изведена је 1993. године, након чега је објављена у Службеном листу Белгије. Тада је држава постала федерација сачињена од три језичке заједнице (холандске, француске и немачке) које су задужене за друштвену политику, и две покрајине (Фландрија и Валонија) и савезног главног града Брисела, који носе економско-политичка задужења. Једна од најзначајнијих промена било је увођење Арбитражног суда чије су надлежности проширене посебним законом из 2003. године, како би обухватиле и Наслов II (чланови 8-32) и чланове 170, 172. и 191. Устава. Суд се развио у уставни суд и у мају 2007. године формално је преименован у Уставни суд. Овај суд има овлашћења да испитује да ли је закон или уредба у складу са уставом. 
Законодавна власт припада краљу, Представничком дому и Сенату. Она се остварује заједнички, од стране све три компоненте. У пракси је врши Савезна скупштина која се састоји од Представничког дома и Сената. За одобрење закона потребан је краљев потпис. Извршна власт према Уставу припада краљу, али је спроводи Савезна влада. Судску власт обављају судови који суде у име краља.